# Bihorel
Bihorel település Franciaországban, Seine-Maritime megyében. Lakosainak száma 8299 fő (2022. január 1.). Bihorel Bois-Guillaume, Rouen, Saint-Martin-du-Vivier és Houppeville községekkel határos.

## Népesség
A település népességének változása:
| Lakosok száma | 8251 | 8222 | 8487 | 8398 | 8331 | 8264 | 8197 | 8199 | 8299 |
|               | 2013 | 2015 | 2016 | 2017 | 2018 | 2019 | 2020 | 2021 | 2022 |